# Ero s onoga svijeta
Ero s onoga svijeta je komična opera u tri čina Jakova Gotovca, op. 17. Libreto je prema narodnoj priči spjevao Milan Begović.

## Likovi i uloge
- Marko, bogati seljak (bas)
- Doma, njegova druga žena  (mezzosopran)
- Đula, Markova kći iz prvog braka (sopran)
- Mićo (Ero), momak iz drugog sela (tenor)
- Simo, mlinar (bariton)
- Čobanče (dječji sopran)
- Jedan momak (tenor)
- Djevojke, žene, momci, čobani, voćarice, trgovci, djeca i ostali seoski svijet

Radnja se zbiva u malom varošu, negdje u ravnici ispod Dinare, u ranoj jeseni. Vrijeme današnje kao i ono od pred sto godina.

## Orkestar
- 3 flaute (III i pikolo), 2 oboe, engleski rog, 3 klarineta, 2 fagota (II i kontrafagot)
- 4 F-roga, 3 C-trube, 3 trombona, tuba
- Timpani, udaraljke, harfa, pijanino
- I violine, II violine, viole, violončela, kontrabasi
- Na pozornici: orgulje

## Povijest
Rad na skladanju opere Gotovac je započeo 10. listopada 1932. godine i radio je u tri faze do 8. svibnja 1935. godine. Motive za operu su skladatelj Jakov Gotovac i libretist Milan Begović, rođeni Vrličanin, crpili iz Vrličkog kraja. Opera je praizvedena 2. studenoga 1935. godine u Hrvatskom narodnom kazalištu u Zagrebu i ostala do danas najizvođenije djelo hrvatske glazbene literature. Praizvedbom je dirigirao sam Gotovac i već tada je osjetio da je publika operu dobro primila, što su potvrdile i kasnije reprize. Ipak, u Jutarnjem listu Lujo Šafranek Kavić je napisao: »Opet je jedan hrvatski kompozitor uzalud pisao jednu operu«. Nasuprot tome, u Novostima je Milan Katić opisao operu superlativima, a u beogradskoj Pravdi Stražičić je hvalio operu. Prva sljedeća izvedba Ere je bila izvan granica Kraljevine Jugoslavije, u Brnu (tada Čehoslovačka), na češkom jeziku 1936. godine, a zatim je izvedena u Narodnom pozorištu u Beogradu 17. travnja 1937. godine. Godine 1940. izvedena je u Narodnom kazalištu u Münchenu pod ravnanjem maestra Heinricha Hollreisera, na njemačkom jeziku. Svoje sljedeće veliko postavljanje doživjela je 27. veljače 1948. godine u Srpskom narodnom pozorištu u Novom Sadu, gdje je otad postavljana pet puta s 228 izvedenih predstava (uključujući i najnoviju postavu u režiji Egona Savina od 8. veljače 2003. godine). Dana 10. siječnja 2018. godine bila je 700. izvedba opere. Ero s onoga svijeta je ujedno i najdugovječnija predstava Hrvatskog narodnog kazališta u Zagrebu. U režiji Krešimira Dolenčića to uprizorenje se izvodi bez prestanka od 1992. godine. To je ujedno i najizvođenija i najdugovječnija operna predstava u Hrvatskoj.
Gotovac i Begović su glazbenu i tekstovnu osnovu za ovu operu našli u folkloru narodnih skupina, od folklora Zagore (završno kolo) do kosovskih djevojačkih pjesama iz Gnjilana (početni zbor djevojaka Duni mi, duni, lađane). Ima tu i mediterana, klapske pjesme, makedonskih ritmova, brojalica, šaljivih narodnih napjeva i fantastično nadahnutih boja u cijelom orkestru. Ero je svakako biser slavenske glazbe i jedna od najboljih slavenskih opera svih vremena.

## Popularni glazbeni odlomci
- Đula pred kućom sjedila – Đulina pjesma iz prvoga čina (Na gumnu)
- Vidjele ste, siđoh odozgora – Erina pripovjest (Mićina arija) iz prvoga čina
- Ja sam ti o Đurđevu dne – duet Miće i Đule iz prvoga čina
- Brblje voda, žrvnji rokću – pjesma mlinara Sime iz drugoga čina (U mlinu)
- Majko, majčice – Đulina tužaljka iz drugoga čina
- Ti znaš, Mića, kad sam dijete bila – Đulina molba iz trećega čina (Na derneku)
- Mene moja majka svjetovala – Mićin arioso iz trećega čina
- Što na nebu sja visoko – završno kolo (zbor) iz trećega čina

## Obrade
Završno kolo Što na nebu sja visoko iz trećega čina obradio je sastav Let 3 i 2005. godine objavio na albumu Bombardiranje Srbije i Čačka.

## Vanjske poveznice

### Sestrinski projekti
|  | Wikizvor ima izvorni tekst Ero s onoga svijeta |

### Mrežna sjedišta
- HNK u Zagrebu / Opera: »Ero s onoga svijeta«  Arhivirana inačica izvorne stranice od 6. listopada 2014. (Wayback Machine)
- 60. Splitsko ljeto / Glazbeni program: »Ero s onoga svijeta«  Arhivirana inačica izvorne stranice od 6. listopada 2014. (Wayback Machine)
- Eri za rođendan, opera.hr